# Saramacca
Saramacca je jedan od deset okruga u Surinamu. 

## Zemljopis
Okrug se nalazi u sjevernom dijelu zemlje, prostire se na 3.636 km2.  Susjedni surinamski okruzi su Coronie na zapadu, Para na jugu te Wanica na zapadu. Središte okruga je naselje Groningen, ostala veća naselja su Batavia i Boskamp.

## Demografija
Prema podacima iz 2012. godine u okrugu živi 17.480 stanovnika, dok je prosječna gustoća naseljenosti 4,8 stanovnika na km².

## Administrativna podjela
Okrug je podjeljen na šest općina (nizozemski: resort) .
| Općina        | Površina km² | Gustoća stan./km² | Stanovništvo (2004.) |
| ------------- | ------------ | ----------------- | -------------------- |
| Calcutta      | 1.655        | 1,2               | 1.918                |
| Tijgerkreek   | 241          | 12,0              | 2.899                |
| Groningen     | 57           | 49,6              | 2.825                |
| Kampong Baroe | 684          | 2,8               | 1.948                |
| Wayambo       | 872          | 1,8               | 1.582                |
| Jarikaba      | 127          | 37,9              | 4.808                |

## Vanjske poveznice
- Turističke informacije o okrugu Saramacca  Arhivirana inačica izvorne stranice od 5. siječnja 2014. (Wayback Machine)